# Antonio del Rincón (jésuite)
Antonio del Rincón, né vers 1556 à Texcoco (Mexique) et décédé en novembre 1601 à Mexico, est un prêtre jésuite mexicain (indigène Nahua), missionnaire des campagnes, grammairien et linguiste.

## Biographie
Originaire de Texcoco depuis les premières décennies de la vice-royauté de Nouvelle-Espagne et descendant du roi-poète tlatoque Nezahualcóyotl (noblesse religieuse de Texcoco), Antonio del Rincón était un locuteur natif de la langue indigène 'Nahuatl'. Il est probable que ses deux parents étaient des Nahuas (ou peut-être de filiation mi-Nahua, mi-espagnole). 
Le jeune Antonio entre dans la Compagnie de Jésus le 25 aout 1573 à Tepotzotlán (México) – il a 17 ans - et se fait rapidement connaître pour son intelligence et sa bonne connaissance de la langue Nahuatl. 
Dans cette colonie de Nouvelle-Espagne il est le premier jeune homme de sang indigène à entrer dans la Compagnie de Jésus, et l’un des huit premiers candidats admis au noviciat récemment ouvert, alors qu’il avait déjà étudié une année de droit canonique. Vers 1575, lorsque l’épidémie de matlazahuatl (probablement typhus exanthématique) décima la population indigène de Mexico, Antonio, grâce à la maîtrise de la langue, se distingua par son aide efficace aux victimes.
Au terme de son noviciat, del Rincon est l’initiateur des expéditions missionnaires auprès des Indigènes à Puebla de los Ángeles, ainsi que des cours de grammaire au séminaire de San Jerónimo, dont il est le premier recteur (1579-1583), bien que pas encore ordonné prêtre. Il construit la chapelle attenante à Saint-Michel pour mieux servir les ouvriers indigènes, dont il s’efforça d’humaniser les conditions de vie, et pour lesquels il fonde la ‘congrégation mariale de l’Annonciation’ (1583).
Au terme de sa formation spirituelle et intellectuelle il est ordonné prêtre le 30 novembre 1583, à Malacatepec (Mexique).   
Sa maîtrise du latin et du nahuatl était remarquable, et il édita une grammaire ou un ‘art de la langue mexicaine’, ce qui a été décisif pour les jésuites espagnols pour apprendre la langue. En fait, il a joué un rôle important pour que les langues de la Nouvelle-Espagne ne soient pas perdues. 
En plus de Puebla (deuxième ville de Nouvelle-Espagne), il vécut à Mexico et à Tepotzotlán, d’où il rayonnait en visites missionnaires des villages indigènes de la région. Paralysé au bras depuis 1589, il n’en réduit pas ses activités pour autant.   
En novembre 1601, le père Antonio del Rincón prêchait une mission rurale lorsqu’il meurt à Tepeoxuma (Puebla) entouré de son peuple nahuatl, qui voua immédiatement une grande dévotion à son cadavre, considérant le père del Rincón comme saint.   

## Grammaire nahuatl
La grammaire nahuatl (‘Arte mexicana’, 1595) du père Antonio del Rincon se classe aux côtés de celles d’Andrés de Olmos et d’Alonso de Molina comme une source de première importance pour la langue parlée dans la période coloniale espagnole. Il a été le premier érudit à entendre et à marquer la distinction de l’arrêt glottal et de la longueur des voyelles en nahuatl, et il a eu une influence importante sur son collègue jésuite (et disciple) Horacio Carochi, qui développa le travail de Rincón dans sa grammaire ‘Arte de la lengua Mexicana...’ de 1645. Rincón est le premier à analyser la langue Nahuatl selon ses propres termes, au lieu de s’appuyer sur les moules latins des grammaires européennes. Le linguiste Una Canger a écrit que «Lorsque Carochi fait l’éloge de Rincón et souligne comment il enseigne avec «une telle maîtrise», c’est à cause de l’organisation de l’Arte... et parce que Rincón analyse la langue non pas selon le modèle latin, mais selon ses propres termes. Ce que Carochi a adopté de Rincón est exactement l’organisation de l’Arte de la lengua mexicana'».